# Hai hành lang, một vành đai kinh tế
Hai hành lang, một vành đai kinh tế (tiếng Anh: Two Corridors, One Belt; viết tắt TCOB) là một sáng kiến kinh tế giữa Việt Nam và Trung Quốc. Đây được xem là một phần trong sáng kiến một vành đai, một con đường – một sáng kiến toàn cầu của chính phủ Trung Quốc trung việc thúc đẩy kết nối, đặc biệt là trên khắp lục địa Á – Âu.

## Kế hoạch
Hai hành lang, một vành đai kinh tế được đề cập lần đầu tiên vào năm 2004 bởi Thủ tướng Việt Nam Phan Văn Khải khi ông sang thăm chính thức Trung Quốc. Một tuyên bố chung đã được đưa ra sau chuyến thăm để kêu gọi thành lập một Ủy ban kinh tế chung hợp tác trong việc xây dựng hành lang kinh tế "Côn Minh – Lào Cai – Hà Nội – Hải Phòng – Quảng Ninh" và "Nam Ninh – Lạng Sơn – Hà Nội – Hải Phòng" cũng như "vành đai kinh tế vịnh Bắc Bộ". TCOB được bao gồm trong danh sách lộ trình và dự án sáng kiến một vành đai, một con đường. Danh sách này được ghi trong Tuyên bố chung giữa các nhà lãnh đạo bao gồm việc Thủ tướng Việt Nam Nguyễn Xuân Phúc tham dự Diễn đàng Sáng kiến Một vành đai, một con đường lần thứ hai vào tháng 4 năm 2019.
Mặc dù chính phủ Việt Nam liên tục khẳng định sẽ phát triển Hai hành lang, một vành đai kinh tế nhưng tiến triển về sáng kiến đã bị chính phủ Việt Nam thận trọng do căng thẳng về tranh chấp ở biển Đông giữa nước này và Trung Quốc cũng như xung đột biên giới và hải chiến từ năm 1979 đến năm 1991. Tâm lý chung của người Việt Nam đối với đầu tư của Trung Quốc được xem là tiêu cực. Ngoài ra, Chính phủ Việt Nam còn quan tâm đến nhận thức của công chúng liên quan đến các hồ sơ của TCOB và Sáng kiến Một vành đai, một con đường.

## Các dự án
Dự án hạ tầng duy nhất đến nay của sáng kiến hai hành lang, một vành đai kinh tế là tuyến 2A, Cát Linh – Hà Đông trong mạng lưới đường sắt đô thị Hà Nội. Dự án trị giá 868 triệu USD chủ yếu được tài trợ bằng khoản vay ưu đãi của Ngân hàng Xuất nhập khẩu Trung Quốc, phần còn lại từ nguồn vốn của Chính phủ Việt Nam. Ngoài ra, Việt Nam còn tham gia vào khuôn khổ hợp tác Sáng kiến một vành đai, một con đường ngoài các hành lang kinh tế. Hiện, quốc gia này còn là thành viên của Liên minh Quốc tế các Bảo tàng và Phòng trưng bày Nghệ thuật Con đường Tơ lụa, một tổ chức của Bảo tàng Nghệ thuật Quốc gia Trung Quốc và 21 bảo tàng/cơ quan nghệ thuật lớn khác. Việt Nam cũng hợp tác về nông nghiệp, tạo điều kiện thương mại và tiêu chuẩn kế toán.